# Cirolana imposita
Cirolana imposita là một loài chân đều trong họ Cirolanidae. Loài này được Barnard miêu tả khoa học năm 1955.